# Iliff
Iliff – miasto w Stanach Zjednoczonych, w stanie Kolorado, w hrabstwie Logan.